# Primer ministro de la República Checa
El primer ministro de la República Checa (en checo: Předseda vlády České republiky) es el jefe de Gobierno de la República Checa. La República Checa es un sistema parlamentario de democracia representativa, en que el primer ministro actúa junto a su gabinete como responsables de la administración y la implementación de las políticas públicas ante la Cámara de Diputados de la República Checa.
El presidente de la República Checa, en su rol de jefe de Estado, es quien designa al primer ministro, quien debe contar con la confianza de la Cámara de Diputados. El primer ministro, al ser designado, debe formar el gobierno y elegir al resto de ministros del gabinete, contando siempre con la confianza de la Cámara de Diputados.
Este cargo fue creado en 1969, cuando fue formada la República Socialista Checa (ČSR), uno de los dos estados federados que conformaban Checoslovaquia. El primer ministro quedó así a cargo del gobierno únicamente dentro de esta división subnacional, a diferencia del primer ministro de Checoslovaquia, que gobernaba sobre todo el país. En 1990, la ČSR cambió de nombre tras la Revolución de Terciopelo, asumiendo el actual nombre de República Checa. El 1 de enero de 1993, la República Checa se convirtió en un Estado independiente tras la disolución de Checoslovaquia.
El actual primer ministro es Petr Fiala, líder del partido ODS, quien fue designado por el presidente checo el 28 de noviembre de 2021.

## Lista de primeros ministros

### República ChecaenChecoslovaquia(1969-1990)
Partidos políticos
     Comunista de Checoslovaquia (KSČ)
     Foro Cívico (OF)
     Partido Democrático Cívico (ODS)
| N.º | Foto        | Nombre                      | Duración del mandato | Duración del mandato | Duración del mandato | Partido político                  | Gabinete        | Gabinete        | Consejo Nacional |
| N.º | Foto        | Nombre                      | Inicio               | Fin                  | Días                 | Partido político                  | Gabinete        | Gabinete        | Consejo Nacional |
| --- | ----------- | --------------------------- | -------------------- | -------------------- | -------------------- | --------------------------------- | --------------- | --------------- | ---------------- |
| 1   |             | Stanislav Rázl (1920-1999)  | 8-ene-1969           | 29-sept-1969         | 264                  | Comunista de Checoslovaquia (KSČ) | I               | Frente Nacional | 1 (1968)         |
| 2   |             | Josef Kempný (1920-1996)    | 29-sept-1969         | 28-ene-1970          | 121                  | Comunista de Checoslovaquia (KSČ) | I               | Frente Nacional | 1 (1968)         |
| 3   |             | Josef Korčák (1921-2008)    | 28-ene-1970          | 9-sept-1971          | 6260                 | Comunista de Checoslovaquia (KSČ) | I               | Frente Nacional | 1 (1968)         |
| 3   | 9-sept-1971 | Josef Korčák (1921-2008)    | 4-nov-1976           | II                   | 6260                 | Comunista de Checoslovaquia (KSČ) | Frente Nacional | 2 (1971)        |                  |
| 3   | 4-nov-1976  | Josef Korčák (1921-2008)    | 18-jun-1981          | III                  | 6260                 | Comunista de Checoslovaquia (KSČ) | Frente Nacional | 3 (1976)        |                  |
| 3   | 18-jun-1981 | Josef Korčák (1921-2008)    | 18-jun-1986          | IV                   | 6260                 | Comunista de Checoslovaquia (KSČ) | Frente Nacional | 4 (1981)        |                  |
| 3   | 18-jun-1986 | Josef Korčák (1921-2008)    | 20-mar-1987          | V                    | 6260                 | Comunista de Checoslovaquia (KSČ) | Frente Nacional | 5 (1986)        |                  |
| 4   |             | Ladislav Adamec (1926-2007) | 20-mar-1987          | 12-oct-1988          | 572                  | Comunista de Checoslovaquia (KSČ) | I               | 5 (1986)        | Frente Nacional  |
| 5   |             | František Pitra (1932-2018) | 12-oct-1988          | 6-feb-1990           | 482                  | Comunista de Checoslovaquia (KSČ) | I               | 5 (1986)        | Frente Nacional  |

### República Checaen laRepública Federal Checa y Eslovaca(1990-1992)
Partidos políticos
     Comunista de Checoslovaquia (KSČ)
     Foro Cívico (OF)
     Partido Democrático Cívico (ODS)
| N.º | Foto        | Nombre                 | Duración del mandato | Duración del mandato          | Duración del mandato | Partido político                                            | Gabinete                          | Elecciones | Presidente | Presidente               |
| N.º | Foto        | Nombre                 | Inicio               | Fin                           | Días                 | Partido político                                            | Gabinete                          | Elecciones | Presidente | Presidente               |
| --- | ----------- | ---------------------- | -------------------- | ----------------------------- | -------------------- | ----------------------------------------------------------- | --------------------------------- | ---------- | ---------- | ------------------------ |
| 6   |             | Petr Pithart (n. 1941) | 6-feb-1990           | 29-jun-1990                   | 877                  | Foro Cívico (1990-1991)                                     | Pithart I KSČ – ČSL – OF          | 1986       |            | Václav Havel (1989-1992) |
| 6   | 29-jun-1990 | Petr Pithart (n. 1941) | 2-jul-1992           | Movimiento Cívico (1991-1992) | 877                  | Pithart II OF – HSD-SMS – KDU 1991: OF dividido en OH y ODS | 1990                              |            |            | Václav Havel (1989-1992) |
| 7   |             | Václav Klaus (n. 1941) | 2-jul-1992           | 31-dic-1992                   | 182                  | Partido Democrático Cívico                                  | Klaus I ODS – KDU-ČSL – ODA – KDS | 1992       |            | Václav Havel (1989-1992) |

### República Checa(desde 1993)
Partidos políticos
     Alianza de Ciudadanos Descontentos (ANO)
     Partido Democrático Cívico (ODS)
     Partido Socialdemócrata Checo (ČSSD)
     Independiente
| N.º | Foto                     | Nombre                     | Duración del mandato | Duración del mandato            | Duración del mandato | Partido político                   | Gabinete                                                   | Elecciones                                         | Presidente | Presidente               |
| N.º | Foto                     | Nombre                     | Inicio               | Fin                             | Días                 | Partido político                   | Gabinete                                                   | Elecciones                                         | Presidente | Presidente               |
| --- | ------------------------ | -------------------------- | -------------------- | ------------------------------- | -------------------- | ---------------------------------- | ---------------------------------------------------------- | -------------------------------------------------- | ---------- | ------------------------ |
| 1   |                          | Václav Klaus (n. 1941)     | 1-ene-1993           | 4-jul-1996                      | 1827                 | Partido Democrático Cívico         | Klaus I ODS – KDU-ČSL – ODA – KDS                          | 1992                                               |            | Václav Havel (1993-2003) |
| 1   | 4-jul-1996               | Václav Klaus (n. 1941)     | 2-ene-1998           | Klaus II ODS – KDU-ČSL – ODA    | 1827                 | Partido Democrático Cívico         | 1996                                                       |                                                    |            | Václav Havel (1993-2003) |
| 2   |                          | Josef Tošovský (n. 1950)   | 2-ene-1998           | 22-jul-1998                     | 201                  | Independiente                      | 1996                                                       | Tošovský ODS – KDU-ČSL – ODA ODS sustituido por US |            | Václav Havel (1993-2003) |
| 3   |                          | Miloš Zeman (n. 1944)      | 22-jul-1998          | 15-jul-2002                     | 1454                 | Partido Socialdemócrata            | Zeman ČSSD                                                 | 1998                                               |            | Václav Havel (1993-2003) |
| 4   |                          | Vladimír Špidla (n. 1951)  | 15-jul-2002          | 5-ago-2004                      | 751                  | Partido Socialdemócrata            | Špidla ČSSD – KDU-ČSL – US–DEU                             | 2002                                               |            | Václav Havel (1993-2003) |
| 4   | Václav Klaus (2003-2013) | Vladimír Špidla (n. 1951)  | 15-jul-2002          | 5-ago-2004                      | 751                  | Partido Socialdemócrata            | Špidla ČSSD – KDU-ČSL – US–DEU                             | 2002                                               |            |                          |
| 5   |                          | Stanislav Gross (n. 1969)  | 5-ago-2004           | 25-abr-2005                     | 264                  | Partido Socialdemócrata            | Gross ČSSD – KDU-ČSL – US–DEU                              | 2002                                               |            |                          |
| 6   |                          | Jiří Paroubek (n. 1952)    | 25-abr-2005          | 4-sept-2006                     | 497                  | Partido Socialdemócrata            | Paroubek ČSSD – KDU-ČSL – US–DEU                           | 2002                                               |            |                          |
| 7   |                          | Mirek Topolánek (n. 1956)  | 4-sept-2006          | 9-ene-2007                      | 977                  | Partido Democrático Cívico         | Topolánek I ODS                                            | 2006                                               |            |                          |
| 7   | 9-ene-2007               | Mirek Topolánek (n. 1956)  | 8-may-2009           | Topolánek II ODS – KDU-ČSL – SZ | 977                  | Partido Democrático Cívico         |                                                            | 2006                                               |            |                          |
| 8   |                          | Jan Fischer (n. 1951)      | 8-may-2009           | 13-jul-2010                     | 431                  | Independiente                      | Gobierno Provisional ODS – ČSSD – SZ                       | 2006                                               |            |                          |
| 9   |                          | Petr Nečas (n. 1964)       | 13-jul-2010          | 10-jul-2013                     | 1093                 | Partido Democrático Cívico         | Nečas ODS – TOP 09 – VV sustituido por LIDEM               | 2010                                               |            |                          |
| 10  |                          | Jiří Rusnok (n. 1960)      | 10-jul-2013          | 17-ene-2014                     | 191                  | Independiente                      | Gobierno Provisional ČSSD – KDU–CSL ČSSD gabinete saliente | 2010                                               |            | Miloš Zeman (2013-2023)  |
| 11  |                          | Bohuslav Sobotka (n. 1971) | 17-ene-2014          | 13-dic-2017                     | 1426                 | Partido Socialdemócrata            | Sobotka ČSSD – ANO 2011 – KDU–CSL                          | 2013                                               |            | Miloš Zeman (2013-2023)  |
| 12  |                          | Andrej Babiš (n. 1954)     | 13-dic-2017          | 28-nov-2021                     | 1446                 | Alianza de Ciudadanos Descontentos | Babiš I ANO 2011                                           | 2017                                               |            | Miloš Zeman (2013-2023)  |
| 12  | Babiš II ANO 2011 – ČSSD | Andrej Babiš (n. 1954)     | 13-dic-2017          | 28-nov-2021                     | 1446                 | Alianza de Ciudadanos Descontentos |                                                            | 2017                                               |            | Miloš Zeman (2013-2023)  |
| 13  |                          | Petr Fiala (n. 1964)       | 28-nov-2021          | Presente                        | 1346                 | Partido Democrático Cívico         | Fiala ODS - KDU–ČSL - TOP 09 - STAN - ČSP                  | 2021                                               |            | Miloš Zeman (2013-2023)  |
| 13  | Petr Pavel (2023 - )     | Petr Fiala (n. 1964)       | 28-nov-2021          | Presente                        | 1346                 | Partido Democrático Cívico         | Fiala ODS - KDU–ČSL - TOP 09 - STAN - ČSP                  | 2021                                               |            |                          |